# Теорема (филм)
„Теорема“ (на италиански: Teorema) е италиански филм от 1968 година, на режисьора Пиер Паоло Пазолини, заснет по негов сценарий. Енио Мориконе подбира музиката по Волфганг Амадеус Моцарт.

## Сюжет
В живота на типично буржоазно италианско семейство се появява мистериозна фигура, известна само като „Посетителя“. Пристигането му е предизвестено на семейството в миланското им имение. Енигматичният непознат постепенно има сексуални отношения с всички членове на семейството: набожната религиозна прислужница, чувствителният син, сексуално репресираната майка, срамежливата дъщеря и накрая измъчения баща. Непознатият отдава невъзмутимо себе си, без да иска нищо в замяна. Той попречва на страстната прислужница да се самоубие с газ от кухненска печка и нежно я успокоява; той се сприятелява и спи с уплашения син, успокоява съмненията и безпокойството му и му дава увереност; той става емоционално интимен с прекомерно пазещата се дъщеря, премахвайки детската си невинност около мъжете; той съблазнява отегчената и недоволна майка, като ѝ дава сексуалната радост и удовлетворение; Той се грижи и успокоява отчаяния и страдащ баща, който е болен.
Тогава един ден вестителя се връща и обявява, че непознатият скоро ще напусне домакинството, също толкова внезапно и загадъчно, кокто е дошъл. В последвалата празнота от отсъствието на непознатия всеки член на семейството е принуден да се сблъска с това, което преди това е било скрито от ежедневието на буржоазния живот. Прислужницата се завръща на село, където е родена и започва да прави чудеса; В крайна сметка тя се самоубива, като тялото ѝ е заровено в мръсотия, докато излъчва екстатични сълзи на регенерация. Майката търси сексуални контакти с млади мъже; синът напуска семейния дом, за да стане художник; дъщерята потъва в кататонично състояние; а бащата се откъсва от всички материални последици, предавайки фабриката си на работниците си, сваляйки дрехите си на железопътна гара и скитащ гол в пустинята (всъщност вулканичните склонове на вулкана Етна), където най-накрая крещи в първичен гняв и отчаяние.

## В ролите
| Изпълнител              | Роля                   |
| ----------------------- | ---------------------- |
| Терънс Стамп            | Посетител              |
| Силвана Мангано         | Лучия – Майката        |
| Масимо Джироти          | Паоло – Бащата         |
| Ана Вяземски            | Одета – Дъщерята       |
| Лаура Бети              | Емилия – Прислужницата |
| Нинето Даволи           | Анджелино              |
| Андрес Хосе Крус Сублет | Пиетро – Синът         |